# Коце Солунски
Коце Солунски (на македонска литературна норма: Коце Солунски) е поет, драматург и дипломат от Република Македония.

## Биография
Роден е в 1922 година в Прилеп. Завършва Философския факултет на Скопския университет. Редактор е на литературното списание „Стремеж“ от Прилеп. Член е на Дружеството на писателите на Македония от 1961 година и е бил негов председател. Член е и на Македонския ПЕН център. Умира в 2007 година в Скопие.

## Творчество
- Трагите не се завеани (роман, 1960),
- Втората македонска (повест, 1963),
- Бунт и младост (портрети, 1965),
- Мирче Ацев (романизирана биография, 1968),
- Божана (радио-драма, 1970),
- Факелот (драма, 1971),
- Кузман (романизирана биография, 1973),
- Трагите се завеваат (роман, 1983),
- Бале (романизирана биография, 1984),
- Трагови Радета Металца (романизирана биография на сръбски език, 1984),
- Михајло Апостолски (романизирана биография, 1993),
- Искри (поезия, 1998),
- Незаборав (поезия, 1998).

Носител е на наградите: „13 ноември“, „1 май“, „4 юли“.